# Løgmaður
Løgmaður (literalmente abogado en idioma feroés) es el calificativo asignado al máximo responsable territorial y político de las islas Feroe, equivalente a primer ministro, elegido cada cuatro años por el Løgting (parlamento feroés).

## Historia
El papel original de la figura legislativa tiene su origen en los thing (asambleas de los hombres libres) noruegos que se adaptaron a las peculiaridades de las Islas Feroe, de la misma forma que en la Mancomunidad Islandesa apareció la figura del lögsögumaður. 
El primer løgmaður que aparecen en las sagas nórdicas fue un bóndi local llamado Gilli hacia el año 1000, durante el reinado de Olaf II de Noruega. En 1271 la legislación noruega asignaba al parlamento la elección del løgmaður, pero el procedimiento fue suprimido en 1604 para imputar la elección directamente por decisión del rey de Dinamarca. 
En el siglo XVI el papel de primer ministro sufre muy pocas alteraciones, pero tampoco los textos contemporáneos sugieren que fuera un cargo de relevancia a la vista de ausencia de documentación e información al efecto, posiblemente resultado del Tratado de Kiel por la que Noruega perdió el control de Groenlandia, Islandia y las islas Feroe, cuyos territorios pasaron a ser dominios de Dinamarca. 
En 1816 el papel del parlamento y la figura de primer ministro perdieron presencia y no fue hasta 1852 que volvieron a recuperar sus funciones originales y desde 1923 permanece constante. Con las modificaciones legales de 1948, el løgmaður recuperó sus funciones originales que permanecen vigentes en la actualidad.

## Lista
| #   | Retrato                      | Nombre                          | Mandato                  | Mandato                  | Partido                     | Elección          | Gobierno                 |  |
| #   | Retrato                      | Nombre                          | Inicio del mandato       | Fin del mandato          | Partido                     | Elección          | Gobierno                 |  |
| --- | ---------------------------- | ------------------------------- | ------------------------ | ------------------------ | --------------------------- | ----------------- | ------------------------ |  |
| 1   |                              | Andrass Samuelsen (1873–1954)   | 12 de mayo de 1948       | 15 de diciembre de 1950  | Partido Unionista (SB)      | 1946              | SB - JF                  |  |
| 2   |                              | Kristian Djurhuus (1895–1984)   | 15 de diciembre de 1950  | 8 de enero de 1959       | Partido Unionista           | 1950              | SB - JF                  |  |
| 2   | 1954                         | Kristian Djurhuus (1895–1984)   | 15 de diciembre de 1950  | 8 de enero de 1959       | Partido Unionista           | SB - FF - SF      |                          |  |
| 3   |                              | Peter Mohr Dam (1898–1968)      | 8 de enero de 1959       | 4 de enero de 1963       | Partido de la Igualdad (JF) | 1958              | JF - T - SF              |  |
| 4   |                              | Hákun Djurhuus (1908–1987)      | 4 de enero de 1963       | 12 de enero de 1967      | Partido Popular (FF)        | 1962              | FF - T - SF - KF         |  |
| (3) |                              | Peter Mohr Dam (1898–1968)      | 12 de enero de 1967      | 19 de noviembre de 1968  | Partido de la Igualdad      | 1966              | JF - FF - T              |  |
| (2) |                              | Kristian Djurhuus (1895–1984)   | 19 de noviembre de 1968  | 12 de diciembre de 1970  | Partido Unionista           | 1966              | SB - FF - SF - KF        |  |
| 5   |                              | Atli Dam (1932–2005)            | 12 de diciembre de 1970  | 5 de enero de 1981       | Partido de la Igualdad      | 1970 1974 1978    | JF - T - KF (1970-1978)  |  |
| 5   | JF - T - SF - KF (1978-1981) | Atli Dam (1932–2005)            | 12 de diciembre de 1970  | 5 de enero de 1981       | Partido de la Igualdad      | 1970 1974 1978    |                          |  |
| 6   |                              | Pauli Ellefsen (1936–2012)      | 5 de enero de 1981       | 10 de enero de 1985      | Partido Unionista           | 1980              | SB - FF - SF             |  |
| (5) |                              | Atli Dam (1932–2005)            | 10 de enero de 1985      | 18 de enero de 1989      | Partido de la Igualdad      | 1984              | JF - FF - SF             |  |
| 7   |                              | Jógvan Sundstein (1933– )       | 18 de enero de 1989      | 15 de enero de 1991      | Partido Popular             | 1988              | FF - JF - SF             |  |
| (5) |                              | Atli Dam (1932–2005)            | 15 de enero de 1991      | 18 de enero de 1993      | Partido de la Igualdad      | 1990              | JF - FF                  |  |
| 8   |                              | Marita Petersen (1940–2001)     | 18 de enero de 1993      | 15 de septiembre de 1994 | Partido de la Igualdad      | 1990              | JF - FF                  |  |
| 9   |                              | Edmund Joensen (1944– )         | 15 de septiembre de 1994 | 15 de mayo de 1998       | Partido Unionista           | 1994              | SB - FF - VMF - SF       |  |
| 10  |                              | Anfinn Kallsberg (1947– )       | 15 de mayo de 1998       | 3 de febrero de 2004     | Partido Popular             | 1998              | T - FF - SF              |  |
| 10  | 2002                         | Anfinn Kallsberg (1947– )       | 15 de mayo de 1998       | 3 de febrero de 2004     | Partido Popular             | T - FF - SF - MF  |                          |  |
| 11  |                              | Jóannes Eidesgaard (1951– )     | 3 de febrero de 2004     | 26 de septiembre de 2008 | Partido de la Igualdad      | 2004              | SB - JF - FF (2004-2008) |  |
| 11  | JF - T - MF                  | Jóannes Eidesgaard (1951– )     | 3 de febrero de 2004     | 26 de septiembre de 2008 | Partido de la Igualdad      | 2004              |                          |  |
| 12  |                              | Kaj Leo Johannesen (1964– )     | 26 de septiembre de 2008 | 15 de septiembre de 2015 | Partido Unionista           | 2008              | SB - FF - JF             |  |
| 12  | 2011                         | Kaj Leo Johannesen (1964– )     | 26 de septiembre de 2008 | 15 de septiembre de 2015 | Partido Unionista           | SB - FF - MF - SF |                          |  |
| 13  |                              | Aksel V. Johannesen (1972– )    | 15 de septiembre de 2015 | 16 de septiembre de 2019 | Partido de la Igualdad      | 2015              | JF - T - F               |  |
| 14  |                              | Bárður á Steig Nielsen (1972– ) | 16 de septiembre de 2019 | 22 de diciembre de 2022  | Partido Unionista           | 2019              | FF - SB - MF             |  |
| 13  |                              | Aksel V. Johannesen (1972– )    | 22 de diciembre de 2022  |                          | Partido de la Igualdad      | 2022              | JF - T - F               |  |